# Rondo concertante voor piano en strijkorkest
Het Rondo concertante voor piano en strijkorkest is een onvoltooide compositie van Benjamin Britten. Op 6 oktober 1930 begon Britten aan dit werk, toen hij nog studeerde aan de Royal Academy of Music. Hij had nog wat ongebruikt materiaal liggen en recyclede dit naar deel 1 van dit Rondo. Britten legde zijn werkzaamheden voor aan zijn docent Arthur Benjamin en die zag wel wat in het manuscript. De volgende dag moest Britten zich melden bij zijn andere docent John Ireland. Die had een strenge les voor Britten, hij moest de contrapunt van Palestrina bestuderen. Op 13 oktober maakte Britten in zijn dagboek voor het laatst melding van dit Rondo concertante en het verdween in de la. Het onvoltooide eerste deel is frivoler dan het tweede, dat Britten schreef na zijn “ontmoeting” met Ireland. Deel 2 houdt gewoon ineens op en is ook onvoltooid.
Colin Matthews, een student van Britten, heeft vervolgens veel later het Rondo concertante zo bewerkt, dat het uitgevoerd kan worden.
Deel 1 in Allegro molto duur circa zes minuten; het deel 2 Lento circa 10 minuten.
Orkestratie: piano met violen, altviolen, celli en contrabassen.

## Discografie
- Uitgave NMC Recordings: Northern Sinfonia o.l.v. Thomas Zehetmair met Rolf Hind achter de piano